# Kiko Loureiro

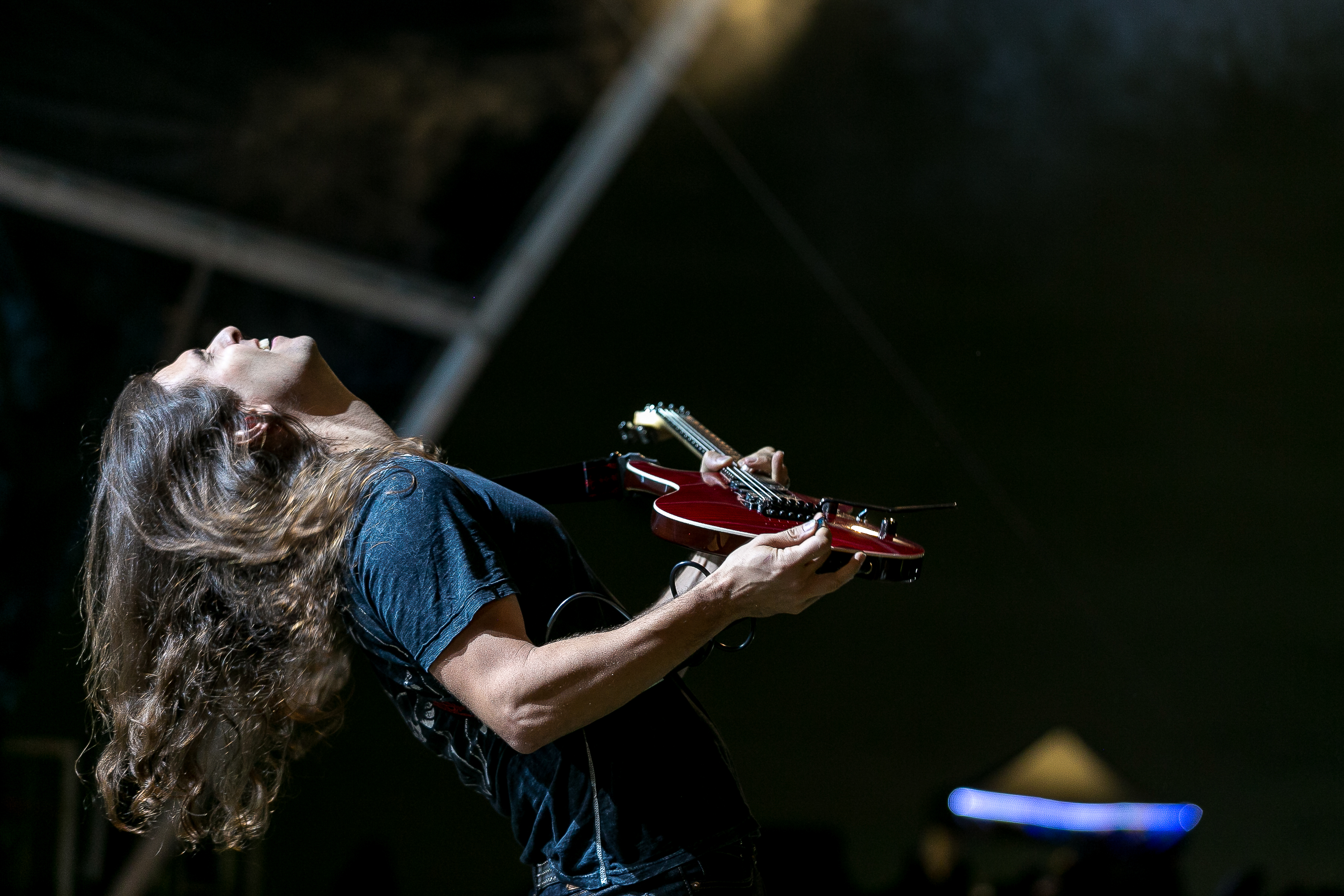
Kiko Loureiro

Pedro Henrique «Kiko» Loureiro (Río de Janeiro, 16 de junio de 1972) es un guitarrista brasileño, exmiembro de la banda de power metal progresivo Angra y de la banda de thrash metal Megadeth.

## Carrera
Loureiro comenzó estudiando música y tocando guitarra clásica a los 11 años. Inspirado en bandas y artistas como Iron Maiden, Van Halen, Jimmy Page y Jimi Hendrix, se cambió a la guitarra eléctrica a los 13 años, y a los 16 estaba en dos bandas, "Legalize" (Edu Mello - voz, Dennis Belik - bajo, Alia - Batería) y "A Chave", y tocaba en los clubes nocturnos en la ciudad de Sao Paulo. En 1991, con 19 años de edad, se unió a la banda de power metal Angra. Es conocido por su gran habilidad para tocar la guitarra, apareciendo en las columnas de revistas como Cover Guitarra, Guitar & Bass, y Young Guitar.
Además de sus logros en la música del heavy metal, Loureiro también ha tocado la guitarra en varias canciones del eurobeat en colaboración con Dave Rodgers, incluyendo “Fevernova”, "Ring of Fire" y "The Road is on Fire". También se destaca por su ejecución en guitarra clásica, interpretando música generalmente brasileña, principalmente Bossa nova y Samba; esto se puede notar en su disco solista Universo Inverso.
Loureiro participó en la gira de la excantante de Nightwish Tarja Turunen.

## Discografía

### Angra
- Reaching Horizons (Demo Tape, 1992)
- Angels Cry (Álbum, 1993)
- Evil Warning (Sencillo, 1994)
- Holy Land (Álbum, 1996)
- Freedom Call (EP, 1996)
- Holy Live (EP, 1997)
- Unplugged Live (Álbum, 1997
- Lisbon (Sencillo, 1998)
- Fireworks (Álbum, 1998)
- Rainy Night (Sencillo, 1998)
- Acid Rain (Demo Sencillo, 2001)
- Rebirth (Álbum, 2001)
- Rebirth World Tour - Live In São Paulo (Álbum-DVD, 2001)
- Hunters and Prey (EP, 2002)
- Wishing Well (Sencillo, 2004)
- Temple Of Shadows (Álbum, 2004)
- Course Of Nature (Sencillo, 2006)
- Aurora Consurgens (Álbum, 2006)
- Arising Thunder (Sencillo, 2010)
- Aqua  (Álbum, 2010)
- Secret Garden  (Álbum, 2015)

### Solista
- No Gravity (Álbum, 2005)
- Universo Inverso (Álbum, 2006)
- Fullblast (Álbum, 2009)
- Sounds Of Innocence (Álbum, 2012)
- Open Source (Álbum, 2020)
- Theory Of Mind (Álbum, 2024)

### Megadeth
- Dystopia (Álbum, 2016)
- The Sick, the Dying... and the Dead! (Álbum, 2022)

### Colaboraciones
- Zoom - Challenge
- Planeta Zoom
- NIG - Evolution
- Sto Angelo - Punch
- Guitar&Bass N.º 55
- Rock Sessions
- Guilherme Arantes
- Zuzo Moussawer - Express
- Edu Mello - Suzy Girl
- Manifesto - Nepal
- Kavla - Dream of Reality
- Blezqi Zatsaz - The Tide Turns
- My Winter Storm - Tarja Turunen
- Forgotten Tme - Tribuzy
- Execution -Tribuzy
- The Eyes of the Moon (DeltaRecords)
- Paco Ventura Black Moon